# Kvalifikation og udvælgelse af deltagere for Danmark ved sommer-OL 2016
Kvalifikationen og udvælgelsen af deltagere for Danmark ved sommer-OL 2016 i Rio de Janeiro, Brasilien, afhang af danske sportsfolks præstationer i internationale kvalifikationsturneringer eller af deres placering på verdensranglister eller tilsvarende ranglister, afhængig af sportsgrenen.
Ved kvalifikationsturneringer sikrede en god præstation deltagelse af en dansk atlet eller et dansk hold, hvor det ikke nødvendigvis var den eller de atleter, der sikrede deltagelsen, der kom med til legene. Da kvalifikationen kunne finde sted op imod to år inden legene, skete det med baggrund i efterfølgende præstationer, at det senere i et idrætsforbund blev besluttet, at andre end de, der sikrede kvalifikationen, var bedre og derpå officielt blev udtaget til legene. I de tilfælde, hvor en atlet med sin placering på en rangliste sikrede en kvalifikation, var denne personligt knyttet til den pågældende atlet.
Det var muligt at få kvalificeret idrætsfolk indenfor 31 forskellige sportsgrene, som for nogles vedkommende var opsplittet i flere forskelligartede discipliner, hvor som eksempel kan nævnes cykelsporten, der var underinddelt i fire forskellige discipliner (landevejscykling, mountainbike, BMX og banecykling).
I løbet af foråret 2015 indgik Danmarks Idrætsforbund kvalifikations- og udtagelsesaftaler med alle specialforbundene, således at de nationale krav var på plads. Generelt forholdt det sig således, at de nationale krav oftest var hårdere end de internationale krav, da filosofien var, at man primært ville udtage atleter, som havde reelle medaljechancer.
19. juli 2016 blev de fire dressurryttere udtaget, som de sidste af de i alt 120 danske deltagere. Processen med udvælgelse af deltagere var hermed slut.

## Deltagere
| Nedenstående tabel indeholder oplysninger om det samlede antal danske deltagere fordelt på sportsgrene. Det skal bemærkes, at det officielle deltagerantal er opgjort til 120 (79 herrer og 41 damer), hvor fodboldlandsholds reservemålmand Lukas Fernandes sad på bænken i samtlige kampe og fik således ikke nogen spilleminutter, men tæller dog med i det officielle deltagerantal. Casper Pedersen i 4000 m holdforfølgelse i cykling, håndboldholdets fløjspiller Hans Lindberg og fodboldlandsholds anden-reservemålmand Thomas Hagelskjær var udtaget som reserver og var derfor med til OL, men indgik ikke i den officielle delegation og tæller således ikke med i deltagerantallet. \| Sportsgren \| Herrer \| Damer \| Total \| \| ------------- \| ------ \| ----- \| ----- \| \| Atletik \| 3 \| 5 \| 8 \| \| Badminton \| 5 \| 3 \| 8 \| \| Bordtennis \| 1 \| 0 \| 1 \| \| Brydning \| 1 \| 0 \| 1 \| \| Cykelsport \| 10 \| 3 \| 13 \| \| Fodbold \| 18 \| 0 \| 18 \| \| Golf \| 2 \| 2 \| 4 \| \| Hestesport \| 1 \| 3 \| 4 \| \| Håndbold \| 14 \| 0 \| 14 \| \| Kano og kajak \| 1 \| 4 \| 5 \| \| Roning \| 6 \| 7 \| 13 \| \| Sejlsport \| 6 \| 5 \| 11 \| \| Skydning \| 2 \| 1 \| 3 \| \| Svømning \| 8 \| 7 \| 15 \| \| Tennis \| 0 \| 1 \| 1 \| \| Triatlon \| 1 \| 0 \| 1 \| \| Total \| 79 \| 41 \| 120 \| |        |       |       |
| Sportsgren | Herrer | Damer | Total |
| Atletik | 3      | 5     | 8     |
| Badminton | 5      | 3     | 8     |
| Bordtennis | 1      | 0     | 1     |
| Brydning | 1      | 0     | 1     |
| Cykelsport | 10     | 3     | 13    |
| Fodbold | 18     | 0     | 18    |
| Golf | 2      | 2     | 4     |
| Hestesport | 1      | 3     | 4     |
| Håndbold | 14     | 0     | 14    |
| Kano og kajak | 1      | 4     | 5     |
| Roning | 6      | 7     | 13    |
| Sejlsport | 6      | 5     | 11    |
| Skydning | 2      | 1     | 3     |
| Svømning | 8      | 7     | 15    |
| Tennis | 0      | 1     | 1     |
| Triatlon | 1      | 0     | 1     |
| Total | 79     | 41    | 120   |

Nedenfor beskrives de enkelte sportsgrene ved sommer-OL i 2016 ved først at gennemgå, hvordan deltagerne kunne kvalificerede sig, derpå om og hvem der sikrede kvalifikation samt forsøg på kvalifikationer, der ikke gav udtagelser, og endelig hvem der blev udtaget til legene. 

### Atletik

#### Kvalifikation
Kvalifikationsperioden for maraton og 50 km kapgang begyndte 1. januar 2015, mens man for de øvrige discipliner kunne begynde at kvalificere sig pr. 1. maj 2015. I atletik var de nationale krav hårdere end de internationale krav for de fleste af disciplinerne. Aftalen mellem Danmarks Idrætsforbund og Dansk Atletik Forbund vedrørende kvalifikation og udtagelse opsatte reglerne for, hvad en atlet skulle gøre ud over at klare de nationale krav. Først og fremmest skulle atleten, når det nationale krav var opnået ved et godkendt stævne, udarbejde en OL-forberedelsesplan, som skulle godkendes af Danmarks Idrætsforbund, Dansk Atletik Forbund samt Team Danmark. Det var herefter en forudsætning for den senere udtagelse at atleten fulgte og gennemførte den godkendte OL-forberedelsesplan. 
Nedenfor er listet resultaterne for atleter, som klarede det nationale kvalifikationskrav. 
| Disciplin              | H/D    | Udøver                    | Dato             | Resultat | Nationalt OL krav | Begivenhed               |
| ---------------------- | ------ | ------------------------- | ---------------- | -------- | ----------------- | ------------------------ |
| 400 meter hækkeløb     | Damer  | Sara Slott Petersen       | 4. juli 2015     | 53,99    | 56,20             | Diamond League Paris     |
| 400 meter hækkeløb     | Damer  | Stina Troest              | 6. juni 2015     | 56,02    | 56,20             | Diamond League Genève    |
| 800 meter løb          | Herrer | Andreas Bube              | 30. juli 2015    | 1:45,78  | 1:45,80           | Diamond League Stockholm |
| Maraton                | Damer  | Jessica Draskau-Petersson | 11. oktober 2015 | 2:30:07  | 2:35:15           | Chicago Maraton          |
| Maraton                | Damer  | Anna Holm Baumeister      | 25. oktober 2015 | 2:34:28  | 2:35:15           | Frankfurt Maraton        |
| Maraton                | Herrer | Abdi Hakin Ulad           | 17. april 2016   | 2:14:03  | 2:15:15           | Hamburg Maraton          |
| 3000 m forhindringsløb | Damer  | Anna Emilie Møller        | 29. juni 2016    | 9:41,42  | 9:45,00           | Finland                  |
| 3000 m forhindringsløb | Herrer | Ole Hesselbjerg           | 12. juli 2016    | 8:30,51  | 8:30,00           | Kvoteplads               |

#### Udtagelse
Følgende blev endeligt udtaget efter indstilling fra Dansk Atletik Forbund:
| Disciplin              | H/D    | Udøver                    | Udtagelsesdato |
| ---------------------- | ------ | ------------------------- | -------------- |
| 400 meter hækkeløb     | Damer  | Sara Slott Petersen       | 17. maj 2016   |
| 400 meter hækkeløb     | Damer  | Stina Troest              | 17. maj 2016   |
| 800 meter løb          | Herrer | Andreas Bube              | 17. maj 2016   |
| Maraton                | Damer  | Jessica Draskau-Petersson | 17. maj 2016   |
| Maraton                | Damer  | Anna Holm Baumeister      | 17. maj 2016   |
| Maraton                | Herrer | Abdi Hakin Ulad           | 17. maj 2016   |
| 3000 m forhindringsløb | Damer  | Anna Emilie Møller        | 7. juli 2016   |
| 3000 m forhindringsløb | Herrer | Ole Hesselbjerg           | 15. juli 2016  |

### Badminton

#### Kvalifikation
Spillerne kvalificerede sig ud fra deres placering på verdensranglisten pr. 5. maj 2016. Selv om de dermed formelt set var kvalificeret, var der kun to pladser til Danmark i hver række, hvilket gjorde, at udtagelsen ikke foregik automatisk.
Ud fra verdensranglisten 5. maj 2016 stod det fast, at Danmark var kvalificeret med to spillere i herresingle, én i damesingle samt et par i hver af doublerækkerne. Dansk Badmintonforbund udpeger deltagerne senere.

#### Udtagelse
Følgende er udtaget af Dansk Idrætsforbund efter indstilling fra Badminton Danmark:
| Disciplin | H/D    | Udøver                                  | Udtagelsesdato |
| --------- | ------ | --------------------------------------- | -------------- |
| Double    | Damer  | Kamilla Rytter Juhl Christinna Pedersen | 6. juni 2016   |
| Double    | Mix    | Christinna Pedersen Joachim Fischer     | 6. juni 2016   |
| Single    | Herrer | Jan Ø. Jørgensen                        | 8. juni 2016   |
| Single    | Herrer | Viktor Axelsen                          | 8. juni 2016   |
| Single    | Damer  | Line Kjærsfeldt                         | 8. juni 2016   |
| Double    | Herrer | Carsten Mogensen Mathias Boe            | 14. juni 2016  |

### Basketball
For de danske basketball-landshold var der i teorien tre muligheder for at kvalificere sig: At vinde VM, at vinde EM eller via en olympisk kvalifikationsturnering, hvorfra de fem bedste hold kvalificerede sig til Rio.
Både herre- og damelandsholdet ligger langt fra den øverste top på både verdens- og europæisk plan, så derfor var de to første muligheder urealistiske, ikke mindst fordi ingen af holdene deltog i de to slutrunder: De danske herrer var ikke kvalificeret til slutrunden om VM i 2014, og i kvalifikationen til EM 2015 blev holdet elimineret i anden kvalifikationsrunde.
De danske damer stillede ikke op til kvalifikationen til hverken VM eller EM.
Da de europæiske hold, der fik mulighed for at deltage i den olympiske kvalifikationsturnering, var de fem (for herrerne), henholdsvis fire (for damerne) bedste hold fra EM-turneringer, der ikke allerede var kvalificerede, kunne de danske hold heller ikke kvalificere sig på denne måde, hvorved Danmark ikke var repræsenteret i basketball ved OL 2016.

### Boksning
Kvalifikationen til OL foregik dels med udgangspunkt i placering på verdensranglisterne, dels ved resultater fra VM- og EM-stævnerne i 2015 og 2016, dels ved resultater opnået ved specielle kvalifikationsstævner i første halvdel af 2016.
For de danske bokseres vedkommende var der reelt kun stævnerne, der kunne bringe dem til OL. DABU udpegede tidligt i 2016 seks boksere med mulighed for kvalifikation:
- Frederik Lundgaard Jensen (56 kg-klassen)
- Enock Mwandila Poulsen (64 kg-klassen)
- Mikkel Nielsen (69 kg-klassen)
- Ritti Dayson (75 kg-klassen)
- Kem Ljungquist (+91 kg-klassen)
- Yvonne Bæk Rasmussen (60 kg-klassen)

Ved OL-kvalifikationsstævnet i Tyrkiet i april klarede danskerne sig således:
- Ritti Dayson tabte i første runde til en ungarsk bokser.[23]
- Enoch Mwandila Poulsen tabte i anden runde til en englænder.[24]
- Mikkel Nielsen tabte i tredje runde til en portugiser.[25]
- Yvonne Bæk Rasmussen tabte i kvartfinalen til en irsk bokser.[26]
- Frederik Lundgaard Jensen tabte i kvartfinalen til en ukrainer.[27]
- Kem Ljungquist tabte i kvartfinalen til en englænder.[27]

Yvonne Bæk Rasmussen havde yderligere mulighed for at kvalificere sig ved VM i kvindeboksning i maj. Her nåede hun tredje runde, hvor hun imidlertid tabte til en mexicaner, hvorpå hendes muligheder for OL-kvalifikation var udtømt.
For herrernes vedkommende var der yderligere et kvalifikationsstævne i juni i Baku. Her sendte DABU Lundgaard, Mwandila og Ljungquist af sted for at forsøge sig, mens forbundet vurderede, at der niveauet hos Nielsen og Dayson ikke var højt nok, hvorfor deres muligheder var udtømt. De tre udtagne boksere klarede sig således:
- Kem Ljungquist tabte sin første kamp til en moldavisk bokser.[30]
- Enoch Mwandila tabte ligeledes tidligt i turneringen til en tadjikisk bokser.[31]
- Frederik Lundgaard tabte i ottendedelsfinalen til en algerisk bokser.[32]

Dermed stod det klart, at ingen danske boksere havde kvalificeret sig til OL.

### Bordtennis

#### Kvalifikation
Kvalifikationen i single foregik ved at være placeret blandt de første 22 på en særlig OL-verdensrangliste pr. 31. maj 2016 (gældende perioden 1. januar 2016 - 31. maj 2016) eller ved en placering blandt de første 10 ved den europæisk kvalifikationsturnering i perioden 12.-16. april 2016 i Sverige eller ved at vinde singlerækken ved European Games i Baku, Aserbajdsjan i perioden 12. - 28. juni 2015. Der kunne kun deltage to atleter pr. køn fra hver nation.
Kvalifikationen til holdturneringen foregik med udgangspunkt i den særlig OL-verdensrangliste pr. 31. maj 2016 (gældende perioden 1. januar 2016 - 31. maj 2016), som var identisk med listen for singlespillere. Kvalifikationssystemet var konstrueret på en sådan måde, at man først fandt det bedste landshold fra hver af de seks kontinenter ved at kigge på nationer, der allerede havde kvalificeret to spillere af samme køn i singlerækken. Disse nationer fik så en ekstra kvoteplads til holdet, så de bestod af tre spillere. Efterfølgende var der ni yderligere pladser i holdkonkurrencen, der tilfaldt de næstrangerede nationer, der allerede havde kvalificeret to spillere af samme køn i singlerækken. Såfremt der ikke kunne findes alle ni hold på denne måde tilfaldt de resterende pladser de nationer, der havde de højst rangerede singlespillere, der allerede var kvalificeret i singlerækken.
Dem 16. april 2016 stod det klart, at Jonathan Groth opfyldte kravet i herresingle efter en kvalifikationsturneringen i Sverige. Der var ikke andre danske spillere, der var kvalificeret i single, og Danmark var dermed ikke repræsenteret i holdturneringerne.

#### Udtagelse
Jonathan Groth blev 5. maj 2016 udtaget til herresingleturneringen på baggrund af sine præstationer, der udover at have indbragt den danske plads ved OL også havde betydet et ryk op på verdensranglisten for ham på over 100 pladser på et år; han var nummer 35 på dette tidspunkt.

### Brydning

#### Kvalifikation
I brydning var der to forskellige stilarter for mænd (fristil og græsk-romersk) og fristil for kvinder. Hver nation kunne opnå én kvoteplads i hver stilart pr. vægtklasse.
Kvalifikation kunne opnås gennem følgende kvalifikationsstævner: Placering i top seks ved VM i perioden 7. - 13. september 2015 i Las Vegas, USA, placering i top to ved den europæiske kvalifikationsturnering i perioden 15.-17. april 2016 i Zrenjanin, Serbien, placering i top tre ved den første internationale kvalifikationsturnering i perioden 22.-24. april 2016 i Ulan Bator, Mongoliet eller placering i top to ved den anden internationale kvalifikationsturnering i perioden 6.-8. maj 2016 i Istanbul, Tyrkiet.
Flere danske brydere kæmpede om at opnå kvalifikation:
- Mark O. Madsen i 75 kg (græsk-romersk)
  - Han klarede kravet (blandt de seks bedste) ved at vinde sølv ved VM 7. september 2015.[37][41]
- Tobias Fonnesbek i 59 kg (græsk-romersk)
  - Ved VM 2015 tabte han sin første kamp.[42]
  - Ved kvalifikationsstævnet i Zrenjanin tabte han ligeledes sin første kamp.[43]
  - Ved kvalifikationsstævnet i Istanbul vandt han sin ottendedelsfinale, men tabte derpå i kvartfinalen, hvilket betød, at han ikke sikrede en kvalifikation til OL.[44]
- Anders Ekstrøm i 66 kg (græsk-romersk) (*)
  - Ved kvalifikationsstævnet i Zrenjanin tabte han sin første kamp. [43] Han sikrede dermed ikke nogen kvalifikation til Danmark.
- Fredrik Bjerrehuus i 66 kg (græsk-romersk) (*)
  - Ved kvalifikationsstævnet i Ulan Bator tabte han i første kamp.[45]
  - Ved kvalifikationsstævnet i Istanbul klarede han ikke at holde sig under vægten i sin klasse, hvilket betød, at han ikke kunne deltage i stævnet og dermed heller ikke sikre en kvalifikation til OL.[44]

(*): Da Ekstrøm og Bjerrehuus kæmpede i samme vægtklasse, valgte man, at de ikke skulle stille op i de samme stævner, hvorfor Ekstrøm stillede op i Zrenjanin, mens Bjerrehus stillede op i Ulan Bator og Istanbul.

#### Udtagelse
Med sin VM-sølvmedalje blev Mark O. Madsen udtaget til OL i 75 kg (græsk-romersk) som den første af Danmarks OL-deltagere allerede 2. november 2015.

### Bueskydning

#### Kvalifikation
Inden for bueskydningssporten anvendes to buetyper: Recurvebue og compoundbue. Ved den olympiske turnering blev der kun konkurreret med recurvebuen, hvorfor det kun var skydninger med denne type bue, der talte med ved kvalifikationen. Ved OL skulle der afholdes både hold- og individuelle konkurrencer hos såvel damer som herrer. Et hold bestod af tre skytter, og der skulle deltage 12 hold for hvert køn. I den individuelle konkurrence deltog der 64 skytter for hvert køn. De tolv hold kunne deltage med alle deres skytter, mens nationer, der ikke samtidig havde kvalificeret et hold, kun kunne stille med én skytte. Endvidere var det et krav, at deltagende skytter skulle opnå en minimumsscore (630 point for herrer, 600 for damer) i en 70 m runde i perioden 26. juli 2015 - 11. juli 2016.
Det danske forbund, Bueskydning Danmark, satsede intensivt på deltagelsen ved OL, ikke mindst på damesiden, hvor en række flotte internationale resultater gav optimisme, ikke mindst Maja Jagers VM-guld i 2013. Samtidig var bredden stor nok, til at forbundet havde reelle forhåbninger til at kunne kvalificere et damehold til OL.
Der kunne kvalificeres hold ved verdensmesterskabet i København, Danmark i perioden 26. juli - 2. august 2015 samt den olympiske kvalifikationsturnering i Antalya, Tyrkiet i perioden 13.-17. juni 2016. Ud over kvalifikation gennem holdkonkurrencen kunne yderligere otte individuelle skytter kvalificere sig ved verdensmesterskabet i København, Danmark i perioden 26. juli - 2. august 2015, tre individuelle skytter ved den europæiske kvalifikationsturnering i forbindelse med EM i Nottingham, England i perioden 24.-27. maj 2016 samt yderligere tre individuelle skytter ved den olympiske kvalifikationsturnering i Antalya, Tyrkiet i perioden 13.-19. juni 2016.
Ved VM i København stillede Danmark for herrerne op med tre skytter: Jonathan Hindborg Ipsen, Johan Weiss og Casper Lauridsen. De blev ved kvalifikationsskydningen henholdsvis nummer 171, 156 og 76. Dette betød, at det danske hold blev nummer 44, hvilket ikke var nok til at give videre kvalifikation og dermed chancen for at blive blandt de otte bedste hold. Casper Lauridsen havde fortsat chancen for at kvalificere sig individuelt, men efter nogle sejre tabte han i 1/16-finalen til koreanske Ku Bonchan. Han kom med blandt de tretten skytter, der var nået samme runde, men ikke var kvalificeret via hold; disse tretten skytter kæmpede efterfølgende om to OL-billetter, men her tabte Lauridsen i første runde til nordkoreaneren Chol Jon og kvalificerede sig dermed ikke ved denne lejlighed.
Hos damerne stillede Danmark ved VM op med Maja Jager, Carina Rosenvinge Christiansen og Natasja Bech. De opnåede i kvalifikationsskydningen henholdsvis en 15., 30. og 130. plads. Det gav for holdet en 19. plads, hvilket ikke var nok til videre deltagelse i konkurrencen og dermed heller ikke gav en OL-kvalifikation. Jager og Rosenvinge nåede med deres resultater videre til knockout-fasen, hvor Jager i 1/32-finalen tabte til mexicaneren Karla Hinojosa, mens Rosenvinge i 1/32-finalen tabte til polske Karina Lipiarska. Dermed var de ikke kvalificeret til den efterfølgende OL-kvalifikationsskydning, hvortil deltagelse i 1/16-finalen var en betingelse.
Ved EM i Nottingham kom næste mulighed for at kvalificere sig individuelt til OL. Her stillede Danmark hos damerne med Jager, Rosenvinge og Anne Marie Laursen. Jager og Laursen nåede 1/16-finalen, mens Rosenvinge blev slået ud allerede i 1/32-finalen, og dermed lykkedes det ingen af dem at hente en af de tre individuelle kvalifikationer, der var på spil.
Ved samme stævne deltog hos herrerne Lauridsen, Weiss og Bjarne Laursen. Lauridsen blev slået ud i 1/24-finalen, mens Weiss og Laursen blev slået ud allerede i 1/48-finalen. Dermed nåede ingen af disse i nærheden af at kvalificere sig til OL blandt de tre bedste.
Sidste chance for kvalifikation var OL-kvalifikationsturneringen i Antalya, og heller ikke her lykkedes det for danskerne at sikre kvalifikation. Alle tre danske skytter (Jager, Rosenvinge og Laursen) blev slået ud inden kvartfinalerne, og da der blot var tre hold, der kunne kvalificere sig, var Danmark et stykke fra dette. Som hold tabte Danmark til Ukraine i første runde kampen om tre holdbilletter til OL.
Herrerne lykkedes det tilsvarende heller ikke at sikre OL-kvalifikation ved stævnet i Antalya.
Sidste minimale chance for kvalifikation var, at nogle af de skytter eller hold, der formelt var kvalificeret, ikke nåede minimumsscoren, men heller ikke på dette punkt opnåede danske skytter kvalifikation, hvorfor Danmark ikke blev repræsenteret i denne sport ved OL. Forbundet beskrev selv dette som en stor fiasko.

### Cykelsport
Cykelsporten var repræsenteret i fire forskellige discipliner ved OL i 2016. Det drejede sig om landevejscykling, banecykling, BMX og mountainbike (MTB). 

#### Kvalifikation

##### Landevejscykling
Kvalifikationen til landevejscykling kunne ske gennem opnåelse af en nationskvoteplads, der var baseret på verdensranglisten og den europæiske rangliste. Der var to separate kvalifikationssystemer, der gjaldt for henholdsvis linjeløb og enkeltstart både for damer og herrer. 
Kvalifikationen til herrernes linjeløb blev afgjort med tildelingen af fem nationale kvotepladser til de fem højeste rangerede nationer på verdensranglisten for perioden 1. januar – 31. december 2015 samt fire nationale kvotepladser til de efterfølgende ti nationer. For nationer, der ikke opnåede kvotepladser gennem verdensranglisten, kunne der opnås tre nationale kvotepladser til de seks højeste rangerede nationer på europaranglisten for perioden 1. januar – 31. december 2015 samt to nationale kvotepladser til de efterfølgende ti nationer.
De danskere, der lå på verdensranglisten ved nytår 2015-16, var Jakob Fuglsang (nr. 63), Matti Breschel (nr. 94), Christopher Juul Jensen (nr. 141) og Magnus Cort (nr. 168), hvilket gav Danmark en 19. plads på verdensranglisten. Danmark kunne dermed ikke stille med hverken fem eller fire ryttere. Til gengæld lå Danmark fjerdebedst blandt de europæiske nationer, der ikke allerede havde kvalificeret sig direkte på grundlag af placeringen på verdensranglisten, hvilket gav ret til at stille med tre ryttere, hvoraf én også kunne deltage i enkeltstarten.
Kvalifikationen til damernes linjeløb blev afgjort med tildelingen af fire nationale kvotepladser til de fem højest rangerede nationer på verdensranglisten for perioden 1. juni 2015 – 31. maj 2016, tre nationale kvotepladser til de efterfølgende otte nationer samt to nationale kvotepladser til de næste ni nationer. Danmark havde ikke ryttere med placeringer, der gav pladser i damernes linjeløb.
Kvalifikationen til herrernes enkeltstart blev afgjort med tildelingen af én national kvoteplads til hver af de 15 højeste rangerede nationer på verdensranglisten for perioden 1. juni 2015 – 31. maj 2016. Herudover kunne nationer, der ikke opnåede kvotepladser gennem verdensranglisten, opnå én national kvoteplads til de seks højeste rangerede nationer på europaranglisten (der ikke allerede var kvalificeret via placering på verdensranglisten) for perioden 1. juni 2015 – 31. maj 2016. Endelig kunne der opnås ti nationale kvotepladser ved VM i cykling i Richmond, Virginia, USA i perioden 19. – 27. september 2015. Her var det muligt for nationerne at sikre sig den anden tilladte nationale kvoteplads idet der maksimalt kunne deltage to atleter fra samme nation i enkeltstarten. Med 19. pladsen på verdensranglisten fik Danmark ikke kvotepladsen blandt de 15 øverste på verdensranglisten, men placeringen var god nok til at at få en kvoteplads blandt de seks bedste europæiske nationer, der ikke allerede var repræsenteret. Danmarks bedste placering i enkeltstart ved VM 2015 var Rasmus Quaades 21. plads, hvilket ikke var nok til at give en ekstra kvoteplads i disciplinen.
Kvalifikationen til damernes enkeltstart blev afgjort med tildelingen af én national kvoteplads til de 15 højest rangerede nationer på verdensranglisten for perioden 1. juni 2015 – 31. maj 2016. Herudover kunne der opnås ti nationale kvotepladser ved VM i cykling i Richmond, Virginia, USA i perioden 19. – 27. september 2015. Her var det muligt for nationerne at sikre sig den anden tilladte nationale kvoteplads idet der maksimalt kunne deltage to atleter fra samme nation i enkeltstarten. Specielt for enkeltstarten var at en atlet, for at deltage, også skulle stille op ved enten det individuelt linjeløb, banecykling, mountainbike eller BMX. Danmarks nationsplacering var ikke blandt de 15 øverste i den nævnte periode, så dermed var der ikke nogen kvoteplads via den bestemmelse. Camilla Møllebro, den regerende danske mester i disciplinen, stillede op til VM, hvor det blev til en 41. plads, hvilket ikke gav mulighed for kvoteplads til Danmark via den anden bestemmelse.

##### Banecykling
Kvalifikationen til banecykling blev opnået baseret på en særlig nations-OL-verdensrangliste pr. 28. februar 2016, hvor resultater fra udvalgte konkurrencer i perioden 15. juli 2014 til 28. februar 2016 gav point. Følgende kvalifikation gjaldt for både damer og herrer i de forskellige discipliner. 
Holdsprint: Én national kvoteplads, bestående af tre ryttere, til de ni højestrangerede nationer. Sprint og keirin: Én national kvoteplads til de ni højeste rangerede nationer. Herudover kunne nationer kvalificeret til holdsprint også bruge en af disse atleter, således at hver nation maksimalt kunne have to atleter med. Holdforfølgelsesløb: Én national kvoteplads, bestående af fire ryttere, til de ni højestrangerede nationer. Omnium: Én national kvoteplads til de 18 højestrangerede nationer.
Efter kvalifikationsperioden stod det klart, at Danmark havde kvalificeret seks ryttere. Kvotepladserne blev fordelt i følgende discipliner: Én plads i omnium (herrer), én plads i omnium (damer), fire pladser i holdforfølgelsesløb (herrer).

##### BMX
I BMX måtte der maksimalt deltage tre herrer og to damer per nation, og kvalifikationen skete gennem opnåelse af kvotepladser, der blev baseret på en særlig OL-verdensrangliste pr. 31. maj 2016 for perioden 31. maj 2014 til 30. maj 2016. For herrerne blev der tildelt tre nationale kvotepladser til de fire højestrangerede nationer, to nationale kvotepladser til de næste tre nationer samt én national kvoteplads til de efterfølgende seks nationer. Herudover var der en individuel national kvoteplads til de fire bedste herrer fra nationer, der ikke var kvalificeret via nationspladserne. For damerne blev der tildelt to nationale kvotepladser til de tre højestrangerede nationer samt én national kvoteplads til de efterfølgende fire nationer. Herudover var der en individuel national kvoteplads til de tre bedste damer fra nationer, der ikke var kvalificeret via nationspladserne. Endelig kunne der opnås tre nationale kvotepladser for både damer og herrer ved VM i perioden 25. – 29. maj 2016 i Medellin, Colombia til de bedste ryttere, der ikke havde opnået kvalifikation gennem den særlige OL-verdensrangliste.
Ved kvalifikationsperiodens udløb havde Danmark sikret sig en kvoteplads for herrer ved Niklas Laustsen. Denne blev sikret via en 1/8 finale ved VM i 2016, hvor Niklas Laustsen var en af tre højest placerede, som ikke allerede var kvalificeret til OL. Hos damerne var der også en kvoteplads til Danmark. Denne blev sikret ved Simone Tetsche Christensen som en af de tre bedste damer fra nationer, der ikke var kvalificeret via nationspladserne.

##### Mountainbike (MTB)
I mountainbike måtte der maksimalt deltage tre herrer og to damer per nation, og kvalifikationen skete gennem opnåelse af kvotepladser, der blev baseret på en særlig OL-verdensrangliste pr. 25. maj 2016 for perioden 25. maj 2015 til 25. maj 2016. For herrerne blev der tildelt tre nationale kvotepladser til de fem højestrangerede nationer, to nationale kvotepladser til de næste otte nationer samt én national kvoteplads til de efterfølgende ti nationer. For damerne blev der tildelt to nationale kvotepladser til de otte højestrangerede nationer samt én national kvoteplads til de efterfølgende ni nationer.
Da kvalifikationsperioden var færdig lå Danmark på 19. pladsen for mænd og på 11. pladsen hos kvinderne. Dette betød, at Danmark opnåede én kvoteplads både for kvinder og mænd.

#### Udtagelse
Nedenfor er listet atleter, som blev udtaget af Danmarks Idrætsforbunds bestyrelse på baggrund af en indstilling fra Danmarks Cykle Union. Mountainbikerytterne blev først udtaget, fulgt af BMX-rytteren, banerytterne og til sidst landevejsrytterne. 
I mountainbike var forhåbningerne størst til Annika Langvad, der i en længere periode havde tilhørt den absolutte verdenselite. Hun ville blive OL-debutant, idet hun havde måttet melde afbud fire år forinden på grund af en skade. Blandt BMX-rytterne var der størst forhåbninger til Simone Tetsche Christensen, der havde opnået en række gode resultater, heriblandt flere internationale mesterskabsmedaljer.
Banerytterne blev udtaget 18. juni 2016, og for herrerne blev kernen det 4 km hold, der siden det forrige OL havde gennemgået en foryngelse med udskiftning af to ryttere, så gennemsnitsalderen var 22. Dertil kom Lasse Norman Hansen i omnium, den disciplin han vandt guld i fire år tidligere. Rasmus Quaade var officiel reserverytter og dermed del af holdet. Den kvindelige rytter blev Amalie Dideriksen, der af unionen blev betegnet som et stort talent.
Unionen havde haft sportschef Lars Bonde i Brasilien for at besigtige OL-ruten, og på baggrund af dette og rytternes aktuelle form blev de tre deltagere til linjeløbet udtaget. Jakob Fuglsang var udset til kaptajn, som de to øvrige ryttere som udgangspunkt skulle assistere. En måneds tid senere blev det afgjort, at Christopher Juul Jensen skulle køre enkeltstarten.
| Disciplin         | H/D    | Udøver                     | Udtagelsesdato |
| ----------------- | ------ | -------------------------- | -------------- |
| MTB Cross Country | Damer  | Annika Langvad             | 9. juni 2016   |
| MTB Cross Country | Herrer | Simon Andreassen           | 9. juni 2016   |
| BMX               | Damer  | Simone Tetsche Christensen | 13. juni 2016  |
| BMX               | Herrer | Niklas Laustsen            | 13. juni 2016  |
| Omnium            | Herrer | Lasse Norman Hansen        | 18. juni 2016  |
| Omnium            | Damer  | Amalie Dideriksen          | 18. juni 2016  |
| Holdforfølgelse   | Herrer | Casper Folsach             | 18. juni 2016  |
| Holdforfølgelse   | Herrer | Frederik Rodenberg Madsen  | 18. juni 2016  |
| Holdforfølgelse   | Herrer | Niklas Larsen              | 18. juni 2016  |
| Holdforfølgelse   | Herrer | Casper Pedersen            | 18. juni 2016  |
| Holdforfølgelse   | Herrer | Rasmus Quaade              | 18. juni 2016  |
| Linjeløb          | Herrer | Jakob Fuglsang             | 23. juni 2016  |
| Linjeløb          | Herrer | Chris Anker Sørensen       | 23. juni 2016  |
| Linjeløb          | Herrer | Christopher Juul Jensen    | 23. juni 2016  |

### Fodbold

#### Kvalifikation
For kvindelandsholdet gik kvalifikationen gennem deltagelse ved VM i 2015, hvor holdet ikke kvalificerede sig. Derfor kunne kvalifikation til OL ikke opnås.
For herrelandsholdet gik kvalifikationen gennem deltagelse ved U/21 Europamesterskabet i Tjekkiet 15. – 30. juni 2015. Der var her fire OL pladser at kæmpe om, og da Danmark vandt den indledende gruppe den 24. juni 2015 og kom i semifinalen, kvalificerede de sig til OL.

#### Udtagelse
Træner Niels Frederiksen og Dansk Boldspil-Union indstillede den 18. juli en trup på 22 spillere til udtagelse hos DIF, der godkendte truppen. Otte af spillerne var blevet forhåndsudtaget en måneds tid forinden, mens de øvrige blev udtaget en lille måned senere.
Afbud
Da OL-turneringen i fodbold ikke ligger i kalenderen for landskampe i de internationale fodboldorganisationer, var klubberne ikke forpligtet til at afgive spillere til turneringen. Derfor var en række profiler, som DBU gerne ville have haft med på forhånd ikke til rådighed. Ydermere fik dette problem – foruden skader – stor indflydelse på det endelige hold, som Danmark kunne stille med i Brasilien. Følgende udtagne spillere meldte fra efter at være udtaget:
- Lucas Andersen måtte på grund af klubskifte i sommeren 2016 melde afbud, da hans nye klub ikke var interesseret i at afgive ham i OL-perioden.[79]
- Yussuf Poulsen havde oprindeligt fået lov til at deltage af sin klub, men meldte efterfølgende fra efter samråd med klubben.[80]
- Uffe Manich Bech havde været skadet og nåede ikke at blive klar.[80]
- Lasse Vigen Christensen fik ikke lov til at deltage af sin klub.[81]
- Nicolai Poulsen blev skadet i den sidste superligakamp lige inden afrejse til Brasilien.[82]
- Asger Sørensen fik ikke lov til at rejse af sin klub.[83]

| Nummer | Position | Spiller                | Fødselsdag/Alder           | Landskampe | Mål | Klub            |
| ------ | -------- | ---------------------- | -------------------------- | ---------- | --- | --------------- |
|        | MÅ       | Jeppe Højbjerg         | 30. april 1995 (30 år)     | 0          | 0   | Esbjerg         |
|        | MÅ       | Lukas Fernandes        | 1. marts 1993 (32 år)      | 0          | 0   | SønderjyskE     |
|        |          |                        |                            |            |     |                 |
|        | FO       | Jakob Blåbjerg         | 11. januar 1995 (30 år)    | 0          | 0   | AaB             |
|        | FO       | Andreas Maxsø          | 18. marts 1994 (31 år)     | 0          | 0   | Nordsjælland    |
|        | FO       | Eddi Gomes             | 17. november 1988 (36 år)  | 0          | 0   | Henan Jianye FC |
|        | FO       | Kasper Larsen          | 25. januar 1993 (32 år)    | 0          | 0   | Groningen       |
|        | FO       | Pascal Gregor          | 18. februar 1994 (31 år)   | 0          | 0   | Nordsjælland    |
|        | FO       | Jacob Barrett Laursen  | 17. november 1994 (30 år)  | 0          | 0   | OB              |
|        |          |                        |                            |            |     |                 |
|        | MI       | Mikkel Desler          | 19. februar 1995 (30 år)   | 0          | 0   | OB              |
|        | MI       | Casper Nielsen         | 29. april 1994 (31 år)     | 0          | 0   | Esbjerg         |
|        | MI       | Frederik Børsting      | 13. februar 1995 (30 år)   | 0          | 0   | AaB             |
|        | MI       | Jens Jønsson           | 10. januar 1993 (32 år)    | 0          | 0   | AGF             |
|        | MI       | Lasse Vibe             | 22. februar 1987 (38 år)   | 0          | 0   | Brentford       |
|        | MI       | Mathias Hebo Rasmussen | 1. januar 1995 (30 år)     | 0          | 0   | Fredericia      |
|        | MI       | Robert Skov            | 20. maj 1996 (29 år)       | 0          | 0   | Silkeborg       |
|        | MI       | Jacob Bruun Larsen     | 19. september 1998 (26 år) | 0          | 0   | Dortmund        |
|        |          |                        |                            |            |     |                 |
|        | AN       | Nicolai Brock-Madsen   | 9. januar 1993 (32 år)     | 0          | 0   | Birmingham City |
|        | AN       | Emil Larsen            | 22. juni 1991 (34 år)      | 0          | 0   | Lyngby          |

| Nummer | Position | Spiller           | Fødselsdag/Alder        | Landskampe | Mål | Klub |
| ------ | -------- | ----------------- | ----------------------- | ---------- | --- | ---- |
|        | MÅ       | Thomas Hagelskjær | 4. februar 1995 (30 år) | 0          | 0   | AGF  |

| Kvalifikation |
| --- |
| Der kunne opnås kvotepladser pr. våben (fleuret, kårde og sabel) både til den individuelle konkurrence og til holdkonkurrencerne, der bestod af 3 atleter, gennem placering på verdensranglisten pr. 4. april 2016. For herrerne var der holdkonkurrencer for fleuret og kårde mens holdkonkurrencerne for damerne var for kårde og sabel. For herrerne var kvalifikationen til fleuret og kårde den samme, hvor man først og fremmest så på kvalifikationen til holdkonkurrencerne. Her var de fire højest placerede nationer automatisk kvalificeret, mens der ligeledes var kvalifikation til det bedste europæiske hold, der ikke var i top fire. Individuelt var alle fra holdkonkurrencerne automatisk kvalificeret. Men derudover var der også kvalifikation til top to på de individuelle verdensranglister, som ikke var på et kvalificeret hold. Endelig var der en kvoteplads til vinderen af den europæiske kvalifikationsturnering i Prag, Tjekkiet i perioden 15. - 17. april 2016. Kvalifikationen til sabel var primært med udgangspunkt i verdensranglisten, hvor de 14 øverste blev kvalificeret. Desuden blev de to bedste europæere, uden for top 14, ligeledes kvalificeret. Endelig var der fire kvoteplads til de højest placerede ved den europæiske kvalifikationsturnering i Prag, Tjekkiet i perioden 15. - 17. april 2016. For damerne var kvalifikationen til kårde og sabel den samme, hvor man først og fremmest så på kvalifikationen til holdkonkurrencerne. Her var de fire højest placerede nationer automatisk kvalificeret, mens der ligeledes var kvalifikation til det bedste europæiske hold, der ikke var i top fire. Individuelt var alle fra holdkonkurrencerne automatisk kvalificeret. Men derudover var der også kvalifikation til top to på de individuelle verdensranglister, som ikke var på et kvalificeret hold. Endelig var der en kvoteplads til vinderen af den europæiske kvalifikationsturnering i Prag, Tjekkiet i perioden 15. - 17. april 2016. Kvalifikationen til fleuret var primært med udgangspunkt i verdensranglisten, hvor de 14 øverste blev kvalificeret. Desuden blev de to bedste europæere, uden for top 14, ligeledes kvalificeret. Endelig var der fire kvoteplads til de højest placerede ved den europæiske kvalifikationsturnering i Prag, Tjekkiet i perioden 15. - 17. april 2016. Efter fordelingen af alle kvotepladserne stod det klart at Danmark ikke fik fægtere med til OL. |

| H/D    | Udøver               | Nr. på ranglisten |
| ------ | -------------------- | ----------------- |
| Herrer | Søren Kjeldsen       | 15                |
| Herrer | Thorbjørn Olesen     | 21                |
| Damer  | Nicole Broch Larsen  | 29                |
| Damer  | Nanna Koerstz Madsen | 34                |

| H/D    | Udøver               | Udtagelsesdato |
| ------ | -------------------- | -------------- |
| Herrer | Søren Kjeldsen       | 12. juli 2016  |
| Herrer | Thorbjørn Olesen     | 12. juli 2016  |
| Damer  | Nicole Broch Larsen  | 12. juli 2016  |
| Damer  | Nanna Koerstz Madsen | 12. juli 2016  |

| Kvalifikation |
| --- |
| Gymnastik havde tre forskellige discipliner med ved OL i 2016. Det drejede sig om redskabsgymnastik, trampolinspring og rytmisk gymnastik. Kvalifikationen til redskabsgymnastik foregik for både hold og individuelle gennem VM i 2015 i Glasgow, Storbritannien i perioden 24. oktober – 2. november 2015 eller efterfølgende ved for-OL i Rio de Janeiro, Brasilien i perioden 16. – 24. april 2016. Ved VM 2015 kvalificerede de bedste otte hold, bestående af fem gymnaster, sig både til holdkonkurrencen og individuelt. Samtidig kvalificerede alle medaljetagerne sig i de enkelte discipliner. De resterende fire hold og individuelle atleter blev fundet ved for-OL, således at der i alt deltog 98 atleter for både damer og herrer. Efter kvalifikationsperioden var slut stod det klart, at Danmark ikke havde kvalificeret nogen deltagere. Kvalifikationen til trampolinspring foregik kun for individuelle gennem VM i 2015 i Odense, Danmark i perioden 25. – 28. november 2015 eller efterfølgende ved for-OL i Rio de Janeiro, Brasilien i perioden 16. – 24. april 2016. Ved VM 2015 kvalificerede de otte højest placerede sig. Efterfølgende blev yderligere fem atleter kvalificeret ved for-OL. Efter kvalifikationsperioden var slut stod det klart, at Danmark ikke havde kvalificeret nogen deltagere. Danmark deltog ikke i kvalifikationen til rytmisk gymnastik, der for øvrigt kun blev afholdt for kvinder. |

| Disciplin | Konkurrence | Rytter                  | Hest         | Dato          | Internationalt OL krav |
| --------- | ----------- | ----------------------- | ------------ | ------------- | ---------------------- |
| Dressur   | Individuelt | Anna Kasprzak           | Donnperignon | 6. marts 2016 | Særlig OL rangliste    |
| Dressur   | Individuelt | Mikala Münter Gundersen | My Lady      | 6. marts 2016 | Særlig OL rangliste    |
| Dressur   | Individuelt | Agnete Kirk Thinggaard  | Jojo Az      | 6. marts 2016 | Særlig OL rangliste    |
| Dressur   | Individuelt | Lars Petersen           | Mariett      | 6. marts 2016 | Særlig OL rangliste    |

| Disciplin | Rytter                 | Hest                  | Udtagelsesdato |
| --------- | ---------------------- | --------------------- | -------------- |
| Dressur   | Anna Kasprzak          | Donnperignon          | 19. juli 2016  |
| Dressur   | Cathrine Dufour        | Atterupgaards Cassidy | 19. juli 2016  |
| Dressur   | Agnete Kirk Thinggaard | Jojo Az               | 19. juli 2016  |
| Dressur   | Anders Dahl            | Selten HW             | 19. juli 2016  |

| Kvalifikation                                                                                             |
| --- |
| Hverken de danske herrer eller damer deltog i kvalifikationen, hvorfor deltagelse ved OL ikke var muligt. |

| Position     | Udøver              | Klub                   | Udtagelsesdato |
| ------------ | ------------------- | ---------------------- | -------------- |
| Målmand      | Niklas Landin       | THW Kiel               | 18. juli 2016  |
| Målmand      | Jannick Green       | SC Magdeburg           | 18. juli 2016  |
| Bagspiller   | Morten Olsen        | TSV Hannover-Burgdorf  | 18. juli 2016  |
| Bagspiller   | Mads Mensah Larsen  | Rhein-Neckar Löwen     | 18. juli 2016  |
| Bagspiller   | Mikkel Hansen       | PSG Paris              | 18. juli 2016  |
| Bagspiller   | Michael Damgaard    | SC Magdeburg           | 18. juli 2016  |
| Bagspiller   | Henrik Møllgaard    | PSG Paris              | 18. juli 2016  |
| Bagspiller   | Mads Christiansen   | SC Magdeburg           | 18. juli 2016  |
| Bagspiller   | Kasper Søndergaard  | Skjern Håndbold        | 18. juli 2016  |
| Stregspiller | Henrik Toft Hansen  | SG Flensburg-Handewitt | 18. juli 2016  |
| Stregspiller | Jesper Nøddesbo     | FC Barcelona           | 18. juli 2016  |
| Stregspiller | René Toft Hansen    | THW Kiel               | 18. juli 2016  |
| Fløjspiller  | Lasse Svan Hansen   | SG Flensburg-Handewitt | 18. juli 2016  |
| Fløjspiller  | Casper U. Mortensen | TSV Hannover-Burgdorf  | 18. juli 2016  |

| Kvalifikation |
| --- |
| Der kunne opnås kvotepladser, 22 for herrer og 14 for damer for alle vægtklasser, gennem placering på verdensranglisten pr. 30. maj 2016. Efter kvalifikationsperioden var overstået havde Danmark ikke opnået nogen kvalifikationer. |

| Bådtype   | H/D    | Udøver                                                                      | Dato            | Begivenhed | Resultat  | Internationalt OL krav                   |
| --------- | ------ | --------------------------------------------------------------------------- | --------------- | ---------- | --------- | ---------------------------------------- |
| K1 1000 m | Herrer | René Holten Poulsen                                                         | 22. august 2015 | VM 2015    | 1. plads  | Blandt de 7 bedste                       |
| K4 500 m  | Damer  | Henriette Engel Hansen Emma Aastrand Jørgensen Amalie Thomsen Ida Villumsen | 23. august 2015 | VM 2015    | 10. plads | Blandt de 10 bedste                      |
| K2 500 m  | Damer  |                                                                             | 23. august 2015 | VM 2015    |           | Automatisk som følge af K4 kvalifikation |

| Bådtype   | H/D    | Udøver                                                                      | Udtagelsesdato  |
| --------- | ------ | --------------------------------------------------------------------------- | --------------- |
| K1 1000 m | Herrer | René Holten Poulsen                                                         | 26. januar 2016 |
| K4 500 m  | Damer  | Henriette Engel Hansen Emma Aastrand Jørgensen Amalie Thomsen Ida Villumsen | 3. juni 2016    |

| Kvalifikation |
| --- |
| Der kunne opnås kvotepladser ved World Cup-finalen i Hviderusland i perioden 12. – 14. juni 2015, ved EM i England i perioden 17. – 23. august 2015, ved VM i 2015 i Tyskland i perioden 28. juni – 6. juli, ved VM i 2016 i Rusland i perioden 17. – 23. maj eller gennem placering på verdensranglisten pr. 1. juni 2016. Efter kvalifikationsperiodens afslutning stod det klart, at Danmark ikke fik atleter med til OL. |

| Bådtype                | H/D    | Udøver                                                                     | Dato              | Begivenhed                      | Resultat | Internationalt OL krav |
| ---------------------- | ------ | -------------------------------------------------------------------------- | ----------------- | ------------------------------- | -------- | ---------------------- |
| Toer uden styrmand     | Damer  | Anne Dsane Andersen Hedvig Lærke Berg Rasmussen                            | 5. september 2015 | VM 2015                         | 4. plads | Blandt de 11 bedste    |
| Letvægtsdobbeltsculler | Damer  | Juliane Elander Anne Lolk                                                  | 5. september 2015 | VM 2015                         | 5. plads | Blandt de 11 bedste    |
| Letvægtsfirer          | Herrer | Kasper Winther Jørgensen Jacob Barsøe Jacob Søgaard Larsen Jens Vilhelmsen | 6. september 2015 | VM 2015                         | 2. plads | Blandt de 11 bedste    |
| Singlesculler          | Damer  | Fie Udby Erichsen                                                          | 24. maj 2016      | OL-kvalifikationsstævne, Luzern | 4. plads | 4. plads               |
| Dobbeltsculler         | Damer  | Lisbeth Falch Jakobsen Nina Hollensen                                      | 24. maj 2016      | OL-kvalifikationsstævne, Luzern | 2. plads | 2. plads               |
| Letvægtsdobbeltsculler | Herrer | Rasmus Quist Mads Rasmussen                                                | 24. maj 2016      | OL-kvalifikationsstævne, Luzern | 3. plads | 2. plads               |

| Bådtype                | H/D    | Udøver                                                                      | Udtagelsesdato |
| ---------------------- | ------ | --------------------------------------------------------------------------- | -------------- |
| Letvægtsdobbeltsculler | Damer  | Juliane Elander Anne Lolk                                                   | 11. april 2016 |
| Toer uden styrmand     | Damer  | Anne Dsane Andersen Hedvig Lærke Berg Rasmussen                             | 13. april 2016 |
| Letvægtsfirer          | Herrer | Kasper Winther Jørgensen Jacob Barsøe Jacob Søgaard Larsen Morten Jørgensen | 12. maj 2016   |
| Singlesculler          | Damer  | Fie Udby Erichsen                                                           | 14. juni 2016  |
| Dobbeltsculler         | Damer  | Nina Hollensen Lisbet Falch Jakobsen                                        | 14. juni 2016  |
| Letvægtsdobbeltsculler | Herrer | Rasmus Quist Mads Rasmussen                                                 | 14. juni 2016  |

| Kvalifikation |
| --- |
| Kvalifikationen kunne ske gennem EM i 2015. Danmarks kvindelandshold deltog i kvalifikationen i Lissabon, men kvalificerede sig ikke til OL. |

| Bådtype       | H/D    | Udøver                         | Dato               |
| ------------- | ------ | ------------------------------ | ------------------ |
| Sejlbræt RS:X | Herrer | Sebastian Fleischer            | 18. september 2014 |
| Sejlbræt RS:X | Damer  | Lærke Buhl-Hansen              | 24. oktober 2015   |
| Finnjolle     | Herrer | Jonas Høgh-Christensen         | 20. september 2014 |
| Laser         | Herrer | Thorbjørn Schierup             | 19. september 2014 |
| 49er          | Herrer | Jonas Warrer Anders Thomsen    | 19. september 2014 |
| Laser Radial  | Damer  | Anne-Marie Rindom              | 17. september 2014 |
| 49erFX        | Damer  | Ida Marie Baad Marie Thusgaard | 19. september 2014 |
| Nacra 17      | Mix    | Allan Nørregaard Line Just     | 20. september 2014 |

| Bådtype       | H/D    | Udøver                                   | Udtagelsesdato |
| ------------- | ------ | ---------------------------------------- | -------------- |
| 49erFX        | Damer  | Jena Mai Hansen Katja Salskov-Iversen    | 4. marts 2016  |
| Nacra 17      | Mix    | Allan Nørregaard Anette Viborg Andreasen | 4. marts 2016  |
| Finnjolle     | Herrer | Jonas Høgh-Christensen                   | 4. april 2016  |
| Laser         | Herrer | Michael Hansen                           | 9. maj 2016    |
| Laser Radial  | Damer  | Anne-Marie Rindom                        | 9. maj 2016    |
| Sejlbræt RS:X | Herrer | Sebastian Fleischer                      | 18. maj 2016   |
| Sejlbræt RS:X | Damer  | Lærke Buhl-Hansen                        | 18. maj 2016   |
| 49er          | Herrer | Jonas Warrer Christian Peter Lübeck      | 23. maj 2016   |

| Disciplin                 | H/D    | Udøver         | Dato              | Resultat     | Internationalt OL krav |
| ------------------------- | ------ | -------------- | ----------------- | ------------ | ---------------------- |
| 10 meter luftriffel       | Damer  | Stine Nielsen  | 9. september 2014 | 416,9 points | 392,0 points           |
| Skeetskydning             | Herrer | Jesper Hansen  | 28. marts 2015    | 124 træffere | 114 træffere           |
| 50 meter riffel, liggende | Herrer | Torben Grimmel | 12. august 2015   | 626,7 points | 615,0 points           |

| Disciplin                 | H/D    | Udøver         | Udtagelsesdato   |
| ------------------------- | ------ | -------------- | ---------------- |
| 10 meter luftriffel       | Damer  | Stine Nielsen  | 4. november 2015 |
| Skeetskydning             | Herrer | Jesper Hansen  | 4. november 2015 |
| 50 meter riffel, liggende | Herrer | Torben Grimmel | 4. november 2015 |

| Disciplin       | H/D    | Udøver                | Dato           | Begivenhed  | Resultat | Nationalt OL krav |
| --------------- | ------ | --------------------- | -------------- | ----------- | -------- | ----------------- |
| 100 m butterfly | Damer  | Jeanette Ottesen      | 3. august 2015 | VM 2015     | 57,05    | 58,65             |
| 100 m ryg       | Damer  | Mie Ø. Nielsen        | 4. august 2015 | VM 2015     | 58,86    | 1:00,25           |
| 200 m butterfly | Herrer | Viktor Bregner Bromer | 5. august 2015 | VM 2015     | 1:54,66  | 1:56,75           |
| 200 m bryst     | Damer  | Rikke Møller Pedersen | 7. august 2015 | VM 2015     | 2:22,76  | 2:26,94           |
| 800 m fri       | Damer  | Lotte Friis           | 8. august 2015 | VM 2015     | 8:21,36  | 8:29,28           |
| 400 m fri       | Herrer | Anton Ørskov Ipsen    | 13. april 2016 | Danish Open | 3.48,39  | 3.48,73           |
| 400 m fri       | Herrer | Mads Glæsner          | 13. april 2016 | Danish Open | 3.48,42  | 3.48,73           |
| 50 m fri        | Damer  | Pernille Blume        | 15. april 2016 | Danish Open | 24,47    | 25,07             |
| 1500 m fri      | Herrer | Pál Joensen           | 16. april 2016 | Danish Open | 15:04,13 | 15:07,53          |

| Disciplin      | H/D    | Udøvere                                                              | Dato           | Begivenhed | Resultat  | Nationalt OL krav                                      |
| -------------- | ------ | -------------------------------------------------------------------- | -------------- | ---------- | --------- | ------------------------------------------------------ |
| 4x200 m fri    | Herrer | Daniel Skaaning Magnus Westermann Søren Dahl Anders Lie Nielsen      | 7. august 2015 | VM 2015    | 12. plads | Blandt de 12 bedste                                    |
| 4x100 m medley | Damer  | Mie Ø. Nielsen Rikke Møller Pedersen Jeanette Ottesen Pernille Blume | 9. august 2015 | VM 2015    | 5. plads  | Blandt de 12 bedste                                    |
| 4x100 m fri    | Damer  | Mie Ø. Nielsen Julie Kepp Jensen Sarah Bro Pernille Blume            | 16. maj 2016   | EM 2016    | 5. plads  | Blandt de 4 bedste ikke kvalificerede pr. 1. juni 2016 |

| Disciplin       | H/D    | Udøver                | Udtagelsesdato   |
| --------------- | ------ | --------------------- | ---------------- |
| 100 m butterfly | Damer  | Jeanette Ottesen      | 4. november 2015 |
| 100 m ryg       | Damer  | Mie Ø. Nielsen        | 4. november 2015 |
| 200 m bryst     | Damer  | Rikke Møller Pedersen | 4. november 2015 |
| 800 m fri       | Damer  | Lotte Friis           | 4. november 2015 |
| 200 m butterfly | Herrer | Viktor Bregner Bromer | 4. november 2015 |
| 400 m fri       | Herrer | Anton Ørskov Ipsen    | 11. maj 2016     |
| 400 m fri       | Herrer | Mads Glæsner          | 11. maj 2016     |
| 50 m fri        | Damer  | Pernille Blume        | 11. maj 2016     |
| 1500 m fri      | Herrer | Pál Joensen           | 11. maj 2016     |
| 4x200 m fri     | Herrer | Anders Lie Nielsen    | 11. maj 2016     |
| 4x200 m fri     | Herrer | Daniel Skaaning       | 11. maj 2016     |
| 4x200 m fri     | Herrer | Søren Dahl            | 11. maj 2016     |
| 4x200 m fri     | Herrer | Magnus Westermann     | 11. maj 2016     |
| 4x100 m fri     | Damer  | Julie Kepp Jensen     | 16. juni 2016    |
| 4x100 m fri     | Damer  | Sarah Bro             | 16. juni 2016    |

| Kvalifikation |
| --- |
| Kvalifikation kunne opnås ved at vinde Europamesterskabet i 2015 eller opnå en af de tre første pladser ved et særligt OL kvalifikationsstævne i 2016. Danmark kvalificerede sig ikke til synkronsvømning. |

| Kvalifikation |
| --- |
| Der kunne opnås kvalifikation gennem placering på en særlig verdensrangliste pr. december 2015 eller gennem den europæiske kvalifikationsturnering i 2016. Efter sidste europæiske kvalifikation pr. 17. januar 2016 stod det klart, at ingen danske mænd eller kvinder havde kvalificeret sig. Derfor kom der ingen deltager med til legene. |

| Kvalifikation |
| --- |
| Der kunne opnås kvalifikation ved VM i 2015 i Kazan, Rusland i perioden 27. – 28. juli eller ved et særligt OL kvalifikationsstævne i 2016 i Rio de Janeiro, Brasilien. Danmark kvalificerede sig ikke til legene. |

| Kvalifikation |
| --- |
| Der kunne opnås kvalifikation gennem 2015 World league, gennem VM i 2015 i Kazan, Rusland i perioden 27. – 28. juli, gennem EM i januar 2016 i Beograd, Serbien eller ved et særligt OL-kvalifikationsstævne i april 2016 i Italien. Danmark kvalificerede sig ikke til legene. |

| Kvalifikation |
| --- |
| Volleyball havde 2 forskellige discipliner med ved OL i 2016. Det drejede sig om almindelig volleyball og beach volleyball. Kvalifikationen til almindelig volleyball kunne ske gennem World Cup i Japan i perioden 8. – 23. september 2015, gennem et særligt europæisk kvalifikationsstævne eller gennem et særligt OL-kvalifikationsstævne i 2016. Danmark kvalificerede sig ikke for hverken damer eller herre. Kvalifikationen til beach volleyball kunne ske gennem VM i 2015 i Holland i perioden 26. juni – 5. juli, gennem en særlig olympisk kvalifikationsrangliste pr. 13. juni 2016, gennem deltagelse i Beach Volleyball Continental Cup 2014-16 eller gennem et særligt OL-kvalifikationsstævne i 2016. Det lykkedes ikke Danmark at kvalificere noget hold til OL hverken i almindelig volleyball og beach volleyball. |

| Kvalifikation |
| --- |
| Kvalifikationen kunne ske gennem VM i Almaty, Kasakhstan i perioden 8. – 16. november 2014, gennem VM i Houston, USA i perioden 20. – 29. november 2015 eller gennem et særligt OL-kvalifikationsstævne i 2016. Danmark kvalificerede sig ikke til legene. |

| Nummer | Position | Spiller           | Fødselsdag/Alder        | Landskampe | Mål | Klub |
| ------ | -------- | ----------------- | ----------------------- | ---------- | --- | ---- |
|        | MÅ       | Thomas Hagelskjær | 4. februar 1995 (30 år) | 0          | 0   | AGF  |

| Kvalifikation |
| --- |
| Der kunne opnås kvotepladser pr. våben (fleuret, kårde og sabel) både til den individuelle konkurrence og til holdkonkurrencerne, der bestod af 3 atleter, gennem placering på verdensranglisten pr. 4. april 2016. For herrerne var der holdkonkurrencer for fleuret og kårde mens holdkonkurrencerne for damerne var for kårde og sabel. For herrerne var kvalifikationen til fleuret og kårde den samme, hvor man først og fremmest så på kvalifikationen til holdkonkurrencerne. Her var de fire højest placerede nationer automatisk kvalificeret, mens der ligeledes var kvalifikation til det bedste europæiske hold, der ikke var i top fire. Individuelt var alle fra holdkonkurrencerne automatisk kvalificeret. Men derudover var der også kvalifikation til top to på de individuelle verdensranglister, som ikke var på et kvalificeret hold. Endelig var der en kvoteplads til vinderen af den europæiske kvalifikationsturnering i Prag, Tjekkiet i perioden 15. - 17. april 2016. Kvalifikationen til sabel var primært med udgangspunkt i verdensranglisten, hvor de 14 øverste blev kvalificeret. Desuden blev de to bedste europæere, uden for top 14, ligeledes kvalificeret. Endelig var der fire kvoteplads til de højest placerede ved den europæiske kvalifikationsturnering i Prag, Tjekkiet i perioden 15. - 17. april 2016. For damerne var kvalifikationen til kårde og sabel den samme, hvor man først og fremmest så på kvalifikationen til holdkonkurrencerne. Her var de fire højest placerede nationer automatisk kvalificeret, mens der ligeledes var kvalifikation til det bedste europæiske hold, der ikke var i top fire. Individuelt var alle fra holdkonkurrencerne automatisk kvalificeret. Men derudover var der også kvalifikation til top to på de individuelle verdensranglister, som ikke var på et kvalificeret hold. Endelig var der en kvoteplads til vinderen af den europæiske kvalifikationsturnering i Prag, Tjekkiet i perioden 15. - 17. april 2016. Kvalifikationen til fleuret var primært med udgangspunkt i verdensranglisten, hvor de 14 øverste blev kvalificeret. Desuden blev de to bedste europæere, uden for top 14, ligeledes kvalificeret. Endelig var der fire kvoteplads til de højest placerede ved den europæiske kvalifikationsturnering i Prag, Tjekkiet i perioden 15. - 17. april 2016. Efter fordelingen af alle kvotepladserne stod det klart at Danmark ikke fik fægtere med til OL. |

| H/D    | Udøver               | Nr. på ranglisten |
| ------ | -------------------- | ----------------- |
| Herrer | Søren Kjeldsen       | 15                |
| Herrer | Thorbjørn Olesen     | 21                |
| Damer  | Nicole Broch Larsen  | 29                |
| Damer  | Nanna Koerstz Madsen | 34                |

| H/D    | Udøver               | Udtagelsesdato |
| ------ | -------------------- | -------------- |
| Herrer | Søren Kjeldsen       | 12. juli 2016  |
| Herrer | Thorbjørn Olesen     | 12. juli 2016  |
| Damer  | Nicole Broch Larsen  | 12. juli 2016  |
| Damer  | Nanna Koerstz Madsen | 12. juli 2016  |

| Kvalifikation |
| --- |
| Gymnastik havde tre forskellige discipliner med ved OL i 2016. Det drejede sig om redskabsgymnastik, trampolinspring og rytmisk gymnastik. Kvalifikationen til redskabsgymnastik foregik for både hold og individuelle gennem VM i 2015 i Glasgow, Storbritannien i perioden 24. oktober – 2. november 2015 eller efterfølgende ved for-OL i Rio de Janeiro, Brasilien i perioden 16. – 24. april 2016. Ved VM 2015 kvalificerede de bedste otte hold, bestående af fem gymnaster, sig både til holdkonkurrencen og individuelt. Samtidig kvalificerede alle medaljetagerne sig i de enkelte discipliner. De resterende fire hold og individuelle atleter blev fundet ved for-OL, således at der i alt deltog 98 atleter for både damer og herrer. Efter kvalifikationsperioden var slut stod det klart, at Danmark ikke havde kvalificeret nogen deltagere. Kvalifikationen til trampolinspring foregik kun for individuelle gennem VM i 2015 i Odense, Danmark i perioden 25. – 28. november 2015 eller efterfølgende ved for-OL i Rio de Janeiro, Brasilien i perioden 16. – 24. april 2016. Ved VM 2015 kvalificerede de otte højest placerede sig. Efterfølgende blev yderligere fem atleter kvalificeret ved for-OL. Efter kvalifikationsperioden var slut stod det klart, at Danmark ikke havde kvalificeret nogen deltagere. Danmark deltog ikke i kvalifikationen til rytmisk gymnastik, der for øvrigt kun blev afholdt for kvinder. |

| Disciplin | Konkurrence | Rytter                  | Hest         | Dato          | Internationalt OL krav |
| --------- | ----------- | ----------------------- | ------------ | ------------- | ---------------------- |
| Dressur   | Individuelt | Anna Kasprzak           | Donnperignon | 6. marts 2016 | Særlig OL rangliste    |
| Dressur   | Individuelt | Mikala Münter Gundersen | My Lady      | 6. marts 2016 | Særlig OL rangliste    |
| Dressur   | Individuelt | Agnete Kirk Thinggaard  | Jojo Az      | 6. marts 2016 | Særlig OL rangliste    |
| Dressur   | Individuelt | Lars Petersen           | Mariett      | 6. marts 2016 | Særlig OL rangliste    |

| Disciplin | Rytter                 | Hest                  | Udtagelsesdato |
| --------- | ---------------------- | --------------------- | -------------- |
| Dressur   | Anna Kasprzak          | Donnperignon          | 19. juli 2016  |
| Dressur   | Cathrine Dufour        | Atterupgaards Cassidy | 19. juli 2016  |
| Dressur   | Agnete Kirk Thinggaard | Jojo Az               | 19. juli 2016  |
| Dressur   | Anders Dahl            | Selten HW             | 19. juli 2016  |

| Kvalifikation                                                                                             |
| --- |
| Hverken de danske herrer eller damer deltog i kvalifikationen, hvorfor deltagelse ved OL ikke var muligt. |

| Position     | Udøver              | Klub                   | Udtagelsesdato |
| ------------ | ------------------- | ---------------------- | -------------- |
| Målmand      | Niklas Landin       | THW Kiel               | 18. juli 2016  |
| Målmand      | Jannick Green       | SC Magdeburg           | 18. juli 2016  |
| Bagspiller   | Morten Olsen        | TSV Hannover-Burgdorf  | 18. juli 2016  |
| Bagspiller   | Mads Mensah Larsen  | Rhein-Neckar Löwen     | 18. juli 2016  |
| Bagspiller   | Mikkel Hansen       | PSG Paris              | 18. juli 2016  |
| Bagspiller   | Michael Damgaard    | SC Magdeburg           | 18. juli 2016  |
| Bagspiller   | Henrik Møllgaard    | PSG Paris              | 18. juli 2016  |
| Bagspiller   | Mads Christiansen   | SC Magdeburg           | 18. juli 2016  |
| Bagspiller   | Kasper Søndergaard  | Skjern Håndbold        | 18. juli 2016  |
| Stregspiller | Henrik Toft Hansen  | SG Flensburg-Handewitt | 18. juli 2016  |
| Stregspiller | Jesper Nøddesbo     | FC Barcelona           | 18. juli 2016  |
| Stregspiller | René Toft Hansen    | THW Kiel               | 18. juli 2016  |
| Fløjspiller  | Lasse Svan Hansen   | SG Flensburg-Handewitt | 18. juli 2016  |
| Fløjspiller  | Casper U. Mortensen | TSV Hannover-Burgdorf  | 18. juli 2016  |

| Kvalifikation |
| --- |
| Der kunne opnås kvotepladser, 22 for herrer og 14 for damer for alle vægtklasser, gennem placering på verdensranglisten pr. 30. maj 2016. Efter kvalifikationsperioden var overstået havde Danmark ikke opnået nogen kvalifikationer. |

| Bådtype   | H/D    | Udøver                                                                      | Dato            | Begivenhed | Resultat  | Internationalt OL krav                   |
| --------- | ------ | --------------------------------------------------------------------------- | --------------- | ---------- | --------- | ---------------------------------------- |
| K1 1000 m | Herrer | René Holten Poulsen                                                         | 22. august 2015 | VM 2015    | 1. plads  | Blandt de 7 bedste                       |
| K4 500 m  | Damer  | Henriette Engel Hansen Emma Aastrand Jørgensen Amalie Thomsen Ida Villumsen | 23. august 2015 | VM 2015    | 10. plads | Blandt de 10 bedste                      |
| K2 500 m  | Damer  |                                                                             | 23. august 2015 | VM 2015    |           | Automatisk som følge af K4 kvalifikation |

| Bådtype   | H/D    | Udøver                                                                      | Udtagelsesdato  |
| --------- | ------ | --------------------------------------------------------------------------- | --------------- |
| K1 1000 m | Herrer | René Holten Poulsen                                                         | 26. januar 2016 |
| K4 500 m  | Damer  | Henriette Engel Hansen Emma Aastrand Jørgensen Amalie Thomsen Ida Villumsen | 3. juni 2016    |

| Kvalifikation |
| --- |
| Der kunne opnås kvotepladser ved World Cup-finalen i Hviderusland i perioden 12. – 14. juni 2015, ved EM i England i perioden 17. – 23. august 2015, ved VM i 2015 i Tyskland i perioden 28. juni – 6. juli, ved VM i 2016 i Rusland i perioden 17. – 23. maj eller gennem placering på verdensranglisten pr. 1. juni 2016. Efter kvalifikationsperiodens afslutning stod det klart, at Danmark ikke fik atleter med til OL. |

| Bådtype                | H/D    | Udøver                                                                     | Dato              | Begivenhed                      | Resultat | Internationalt OL krav |
| ---------------------- | ------ | -------------------------------------------------------------------------- | ----------------- | ------------------------------- | -------- | ---------------------- |
| Toer uden styrmand     | Damer  | Anne Dsane Andersen Hedvig Lærke Berg Rasmussen                            | 5. september 2015 | VM 2015                         | 4. plads | Blandt de 11 bedste    |
| Letvægtsdobbeltsculler | Damer  | Juliane Elander Anne Lolk                                                  | 5. september 2015 | VM 2015                         | 5. plads | Blandt de 11 bedste    |
| Letvægtsfirer          | Herrer | Kasper Winther Jørgensen Jacob Barsøe Jacob Søgaard Larsen Jens Vilhelmsen | 6. september 2015 | VM 2015                         | 2. plads | Blandt de 11 bedste    |
| Singlesculler          | Damer  | Fie Udby Erichsen                                                          | 24. maj 2016      | OL-kvalifikationsstævne, Luzern | 4. plads | 4. plads               |
| Dobbeltsculler         | Damer  | Lisbeth Falch Jakobsen Nina Hollensen                                      | 24. maj 2016      | OL-kvalifikationsstævne, Luzern | 2. plads | 2. plads               |
| Letvægtsdobbeltsculler | Herrer | Rasmus Quist Mads Rasmussen                                                | 24. maj 2016      | OL-kvalifikationsstævne, Luzern | 3. plads | 2. plads               |

| Bådtype                | H/D    | Udøver                                                                      | Udtagelsesdato |
| ---------------------- | ------ | --------------------------------------------------------------------------- | -------------- |
| Letvægtsdobbeltsculler | Damer  | Juliane Elander Anne Lolk                                                   | 11. april 2016 |
| Toer uden styrmand     | Damer  | Anne Dsane Andersen Hedvig Lærke Berg Rasmussen                             | 13. april 2016 |
| Letvægtsfirer          | Herrer | Kasper Winther Jørgensen Jacob Barsøe Jacob Søgaard Larsen Morten Jørgensen | 12. maj 2016   |
| Singlesculler          | Damer  | Fie Udby Erichsen                                                           | 14. juni 2016  |
| Dobbeltsculler         | Damer  | Nina Hollensen Lisbet Falch Jakobsen                                        | 14. juni 2016  |
| Letvægtsdobbeltsculler | Herrer | Rasmus Quist Mads Rasmussen                                                 | 14. juni 2016  |

| Kvalifikation |
| --- |
| Kvalifikationen kunne ske gennem EM i 2015. Danmarks kvindelandshold deltog i kvalifikationen i Lissabon, men kvalificerede sig ikke til OL. |

| Bådtype       | H/D    | Udøver                         | Dato               |
| ------------- | ------ | ------------------------------ | ------------------ |
| Sejlbræt RS:X | Herrer | Sebastian Fleischer            | 18. september 2014 |
| Sejlbræt RS:X | Damer  | Lærke Buhl-Hansen              | 24. oktober 2015   |
| Finnjolle     | Herrer | Jonas Høgh-Christensen         | 20. september 2014 |
| Laser         | Herrer | Thorbjørn Schierup             | 19. september 2014 |
| 49er          | Herrer | Jonas Warrer Anders Thomsen    | 19. september 2014 |
| Laser Radial  | Damer  | Anne-Marie Rindom              | 17. september 2014 |
| 49erFX        | Damer  | Ida Marie Baad Marie Thusgaard | 19. september 2014 |
| Nacra 17      | Mix    | Allan Nørregaard Line Just     | 20. september 2014 |

| Bådtype       | H/D    | Udøver                                   | Udtagelsesdato |
| ------------- | ------ | ---------------------------------------- | -------------- |
| 49erFX        | Damer  | Jena Mai Hansen Katja Salskov-Iversen    | 4. marts 2016  |
| Nacra 17      | Mix    | Allan Nørregaard Anette Viborg Andreasen | 4. marts 2016  |
| Finnjolle     | Herrer | Jonas Høgh-Christensen                   | 4. april 2016  |
| Laser         | Herrer | Michael Hansen                           | 9. maj 2016    |
| Laser Radial  | Damer  | Anne-Marie Rindom                        | 9. maj 2016    |
| Sejlbræt RS:X | Herrer | Sebastian Fleischer                      | 18. maj 2016   |
| Sejlbræt RS:X | Damer  | Lærke Buhl-Hansen                        | 18. maj 2016   |
| 49er          | Herrer | Jonas Warrer Christian Peter Lübeck      | 23. maj 2016   |

| Disciplin                 | H/D    | Udøver         | Dato              | Resultat     | Internationalt OL krav |
| ------------------------- | ------ | -------------- | ----------------- | ------------ | ---------------------- |
| 10 meter luftriffel       | Damer  | Stine Nielsen  | 9. september 2014 | 416,9 points | 392,0 points           |
| Skeetskydning             | Herrer | Jesper Hansen  | 28. marts 2015    | 124 træffere | 114 træffere           |
| 50 meter riffel, liggende | Herrer | Torben Grimmel | 12. august 2015   | 626,7 points | 615,0 points           |

| Disciplin                 | H/D    | Udøver         | Udtagelsesdato   |
| ------------------------- | ------ | -------------- | ---------------- |
| 10 meter luftriffel       | Damer  | Stine Nielsen  | 4. november 2015 |
| Skeetskydning             | Herrer | Jesper Hansen  | 4. november 2015 |
| 50 meter riffel, liggende | Herrer | Torben Grimmel | 4. november 2015 |

| Disciplin       | H/D    | Udøver                | Dato           | Begivenhed  | Resultat | Nationalt OL krav |
| --------------- | ------ | --------------------- | -------------- | ----------- | -------- | ----------------- |
| 100 m butterfly | Damer  | Jeanette Ottesen      | 3. august 2015 | VM 2015     | 57,05    | 58,65             |
| 100 m ryg       | Damer  | Mie Ø. Nielsen        | 4. august 2015 | VM 2015     | 58,86    | 1:00,25           |
| 200 m butterfly | Herrer | Viktor Bregner Bromer | 5. august 2015 | VM 2015     | 1:54,66  | 1:56,75           |
| 200 m bryst     | Damer  | Rikke Møller Pedersen | 7. august 2015 | VM 2015     | 2:22,76  | 2:26,94           |
| 800 m fri       | Damer  | Lotte Friis           | 8. august 2015 | VM 2015     | 8:21,36  | 8:29,28           |
| 400 m fri       | Herrer | Anton Ørskov Ipsen    | 13. april 2016 | Danish Open | 3.48,39  | 3.48,73           |
| 400 m fri       | Herrer | Mads Glæsner          | 13. april 2016 | Danish Open | 3.48,42  | 3.48,73           |
| 50 m fri        | Damer  | Pernille Blume        | 15. april 2016 | Danish Open | 24,47    | 25,07             |
| 1500 m fri      | Herrer | Pál Joensen           | 16. april 2016 | Danish Open | 15:04,13 | 15:07,53          |

| Disciplin      | H/D    | Udøvere                                                              | Dato           | Begivenhed | Resultat  | Nationalt OL krav                                      |
| -------------- | ------ | -------------------------------------------------------------------- | -------------- | ---------- | --------- | ------------------------------------------------------ |
| 4x200 m fri    | Herrer | Daniel Skaaning Magnus Westermann Søren Dahl Anders Lie Nielsen      | 7. august 2015 | VM 2015    | 12. plads | Blandt de 12 bedste                                    |
| 4x100 m medley | Damer  | Mie Ø. Nielsen Rikke Møller Pedersen Jeanette Ottesen Pernille Blume | 9. august 2015 | VM 2015    | 5. plads  | Blandt de 12 bedste                                    |
| 4x100 m fri    | Damer  | Mie Ø. Nielsen Julie Kepp Jensen Sarah Bro Pernille Blume            | 16. maj 2016   | EM 2016    | 5. plads  | Blandt de 4 bedste ikke kvalificerede pr. 1. juni 2016 |

| Disciplin       | H/D    | Udøver                | Udtagelsesdato   |
| --------------- | ------ | --------------------- | ---------------- |
| 100 m butterfly | Damer  | Jeanette Ottesen      | 4. november 2015 |
| 100 m ryg       | Damer  | Mie Ø. Nielsen        | 4. november 2015 |
| 200 m bryst     | Damer  | Rikke Møller Pedersen | 4. november 2015 |
| 800 m fri       | Damer  | Lotte Friis           | 4. november 2015 |
| 200 m butterfly | Herrer | Viktor Bregner Bromer | 4. november 2015 |
| 400 m fri       | Herrer | Anton Ørskov Ipsen    | 11. maj 2016     |
| 400 m fri       | Herrer | Mads Glæsner          | 11. maj 2016     |
| 50 m fri        | Damer  | Pernille Blume        | 11. maj 2016     |
| 1500 m fri      | Herrer | Pál Joensen           | 11. maj 2016     |
| 4x200 m fri     | Herrer | Anders Lie Nielsen    | 11. maj 2016     |
| 4x200 m fri     | Herrer | Daniel Skaaning       | 11. maj 2016     |
| 4x200 m fri     | Herrer | Søren Dahl            | 11. maj 2016     |
| 4x200 m fri     | Herrer | Magnus Westermann     | 11. maj 2016     |
| 4x100 m fri     | Damer  | Julie Kepp Jensen     | 16. juni 2016    |
| 4x100 m fri     | Damer  | Sarah Bro             | 16. juni 2016    |

| Kvalifikation |
| --- |
| Kvalifikation kunne opnås ved at vinde Europamesterskabet i 2015 eller opnå en af de tre første pladser ved et særligt OL kvalifikationsstævne i 2016. Danmark kvalificerede sig ikke til synkronsvømning. |

| Kvalifikation |
| --- |
| Der kunne opnås kvalifikation gennem placering på en særlig verdensrangliste pr. december 2015 eller gennem den europæiske kvalifikationsturnering i 2016. Efter sidste europæiske kvalifikation pr. 17. januar 2016 stod det klart, at ingen danske mænd eller kvinder havde kvalificeret sig. Derfor kom der ingen deltager med til legene. |

| Kvalifikation |
| --- |
| Der kunne opnås kvalifikation ved VM i 2015 i Kazan, Rusland i perioden 27. – 28. juli eller ved et særligt OL kvalifikationsstævne i 2016 i Rio de Janeiro, Brasilien. Danmark kvalificerede sig ikke til legene. |

| Kvalifikation |
| --- |
| Der kunne opnås kvalifikation gennem 2015 World league, gennem VM i 2015 i Kazan, Rusland i perioden 27. – 28. juli, gennem EM i januar 2016 i Beograd, Serbien eller ved et særligt OL-kvalifikationsstævne i april 2016 i Italien. Danmark kvalificerede sig ikke til legene. |

| Kvalifikation |
| --- |
| Volleyball havde 2 forskellige discipliner med ved OL i 2016. Det drejede sig om almindelig volleyball og beach volleyball. Kvalifikationen til almindelig volleyball kunne ske gennem World Cup i Japan i perioden 8. – 23. september 2015, gennem et særligt europæisk kvalifikationsstævne eller gennem et særligt OL-kvalifikationsstævne i 2016. Danmark kvalificerede sig ikke for hverken damer eller herre. Kvalifikationen til beach volleyball kunne ske gennem VM i 2015 i Holland i perioden 26. juni – 5. juli, gennem en særlig olympisk kvalifikationsrangliste pr. 13. juni 2016, gennem deltagelse i Beach Volleyball Continental Cup 2014-16 eller gennem et særligt OL-kvalifikationsstævne i 2016. Det lykkedes ikke Danmark at kvalificere noget hold til OL hverken i almindelig volleyball og beach volleyball. |

| Kvalifikation |
| --- |
| Kvalifikationen kunne ske gennem VM i Almaty, Kasakhstan i perioden 8. – 16. november 2014, gennem VM i Houston, USA i perioden 20. – 29. november 2015 eller gennem et særligt OL-kvalifikationsstævne i 2016. Danmark kvalificerede sig ikke til legene. |